# Волчеягодник бумажный
Волчея́годник бума́жный, или Волчеягодник гималайский, или Волчеягодник душистый, или Волчник бумажный или Волчник душистый (лат. Dáphne papyrácea) — вид растений рода Волчеягодник семейства Волчниковые (Thymelaeaceae).
Растение произрастает высоко в горах Гималаев, на высотах 2 000—3 500 метров над уровнем моря.
Известно жёсткой и прочной корой, из которой в Непале изготовляют верёвки, канаты, ткань и прочную бумагу. Предполагают, один из первых методов производства бумаги был освоен в Непале тысячи лет назад именно из коры этого растения.
Растение, как и бумага, изготовляемая из его коры, известно под названием Локта.